# Margaret Ann Gaug
Margaret Ann Gaug (1909–1994) foi uma artista americana. O seu trabalho encontra-se incluído nas colecções do Museu Smithsoniano de Arte Americana, do Metropolitan Museum of Art, do Memphis Brooks Museum of Art e do Museu de Arte de Filadélfia.